# Bab al-Bahr
Bab al-Bahr (lingua araba باب البحر, "Cancello del Mare"), è una delle porte fortificate del Cairo d'epoca medievale, di età fatimide. Fu costruita nel 1174 da Bahā’ al-Dīn Qaraqūsh, presso l'angolo nord-est della fiancata settentrionale del muro di cinta della città. Durante la prima metà del XIX secolo, fu rasa al suolo dagli ampliamenti urbanistici voluti da Mehmet Ali Pascià.